# كورين شوفالييه
كورين شيفالي من مواليد 25 يونيو 1935 بالجزائر العاصمة وهي مؤرخة جزائرية وروائية وتنحدر من أصول (الأقدام السوداء)، والدها هو جاك شيفالي [الإنجليزية] وكان عمدة العاصمة الجزائرية.

## حياتها
وُلدت في العاصمة الجزائرية عام 1935 وعاشت بها طوال حياتها.
هي واحدة من (الأقدام السوداء) القلائل الذين حصلوا على الإقامة الجزائرية وتظل في النظام الجديد.
منذ زواجها عام 1954 من ميشيل براك دي لا بيريير، أنجبت ستة أطفال، من بينهم فيرجيني براك دي لا بيريير، الروائية وكاتبة السيناريو

## الأعمال
اشتملت أعمالها على روايات فتاة تاسيلي الصغيرة (الجزائر:إصدارات القصبة،2001) وليلة القرصان (الجزائر:إصدارات القصبة،2005).